# Шуктеево
Шуктеево (баш. Шүктәй) — деревня в Иглинском районе Республики Башкортостан Российской Федерации. Входит в состав Улу-Телякского сельсовета.

## География

### Географическое положение
Расстояние до:
- районного центра (Иглино): 76 км,
- центра сельсовета (Улу-Теляк): 6 км,
- ближайшей ж/д станции (Улу-Теляк ): 6 км.

## Население
| 2002 | 2009 | 2010 |
| ---- | ---- | ---- |
| 13   | ↘11  | ↗14  |